# Viktor Fasth
Erik Sixten Viktor Fasth, född 8 augusti 1982 i Kalix i Nederkalix församling, är en svensk före detta ishockeymålvakt som vunnit två SM-guld med Växjö Lakers i SHL. Fasth fick sitt internationella genombrott under säsongen 2010/2011, efter att ha värvats till AIK. Fasth blev tilldelad priset Honkens trofé då han utsågs till den bästa målvakten i svenska Elitserien säsongen 2010/2011 och 2020/2021. Hans moderklubb är Vänersborgs HC.Eliteprospects

## Karriär

### Klubblag

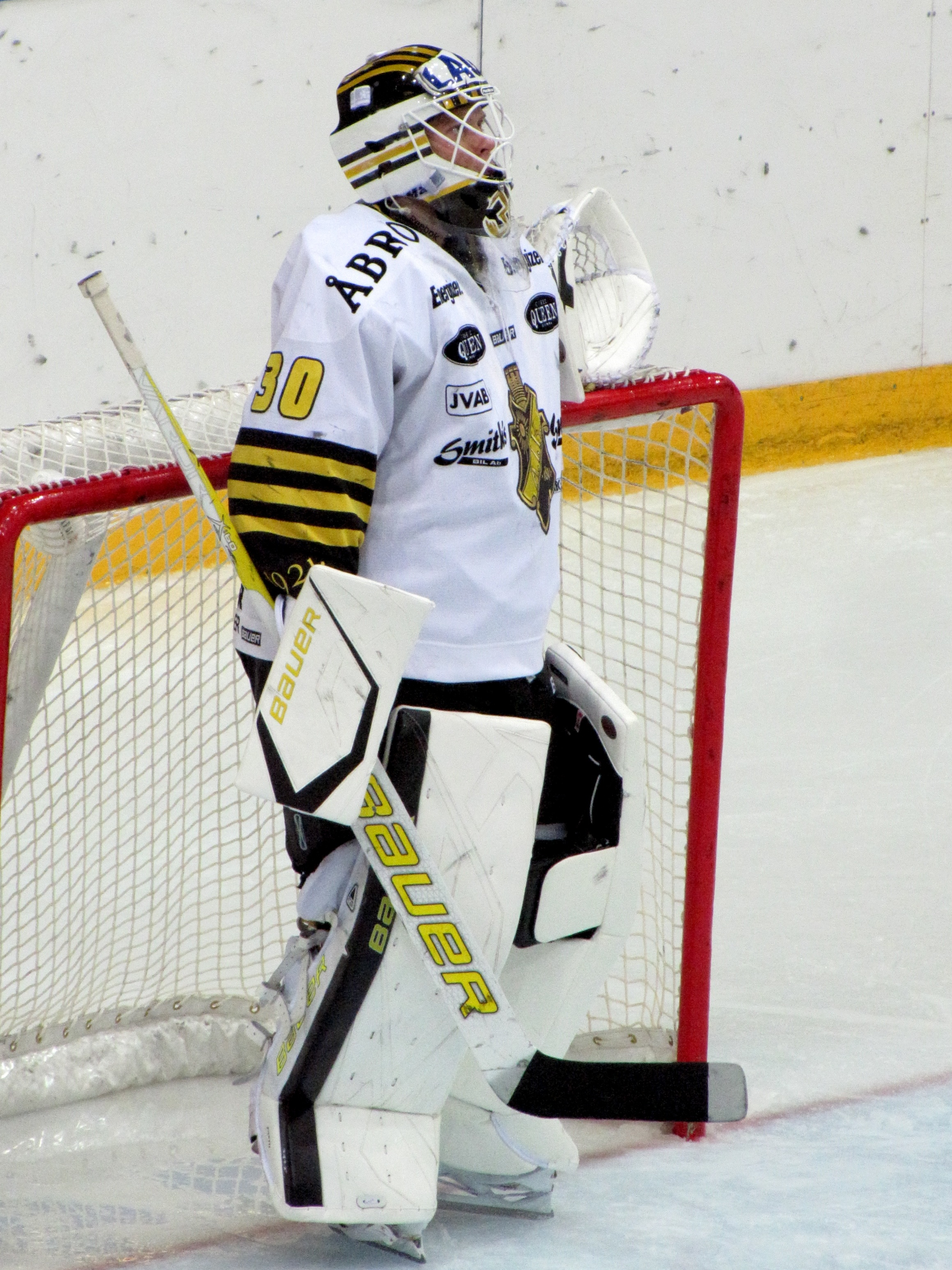
Viktor Fasth i AIK.

Fasth inledde säsongen 2000/2001 sin hockeykarriär i division 2-laget Brooklyn Tigers i Luleå, i anslutning till sina studier på Luleå Elithockeygymnasium. Efter det har han spelat i Vänersborgs HC, Tvåstad Cobras, Tingsryds AIF och Växjö Lakers. Under säsongen 2008/09 spelade han endast nio matcher på grund av en skada. Då tog Christoffer Bengtsberg över som Växjö Lakers förstamålvakt. Påföljande säsong, 2009/2010, fick Fasth sitt personliga genombrott, då han vid säsongens slut innehade den bästa räddningsprocenten av alla målvakter i Hockeyallsvenskan.
Under våren 2010 värvades Fasth till Stockholmsklubben AIK i Elitserien, där han bildade målvaktspar tillsammans med Christopher Heino-Lindberg. Tanken var att Viktor Fasth skulle vara andremålvakt säsongen 2010/2011, men på grund av Heino-Lindbergs skadeproblem tvingades AIK att starta Viktor Fasth. Han gjorde stor succé med AIK under debutsäsongen i Elitserien, då han var en stor bidragande orsak till att laget nådde semifinalspel under slutspelet. Fasth blev tilldelad priset Honkens trofé då han utsågs till den bästa målvakten i svenska Elitserien säsongen 2010/2011. Han tilldelades även Guldpucken 2011 som säsongens främste spelare i Elitserien och landslaget.
I maj 2012 skrev han på för NHL-klubben Anaheim Ducks. I mars 2014 blev han bortbytt till Edmonton Oilers. Säsongen 2015/2016 värvades han till CSKA Moskva i ryska KHL. 
I maj 2017 blev det officiellt att Fasth skrivit på ett treårskontrakt med Växjö Lakers i SHL. Han vann SM-guld med klubben säsongen 2017/2018 och 2020/2021. 

### Landslag

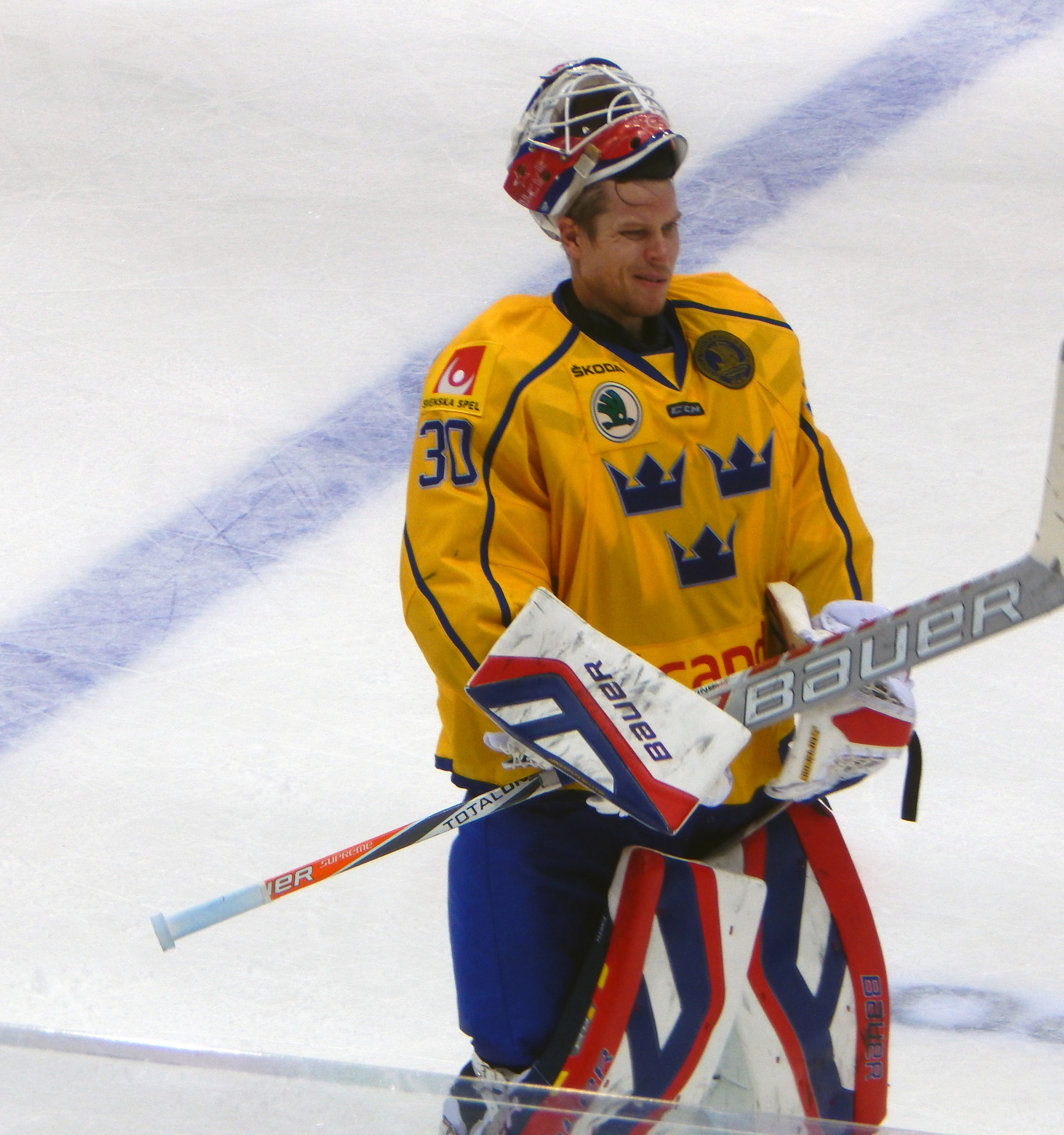
Fasth i landslagströja.

Fasth gjorde sin landslagsdebut för Sverige den 6 april 2011 i en träningsmatch mot Tyskland.
Under ishockey-VM 2011 i Slovakien gjorde Fasth en stor insats. Fram till och med finalen mot Finland hade han inte förlorat en enda match, han hade hållit nollan i tre matcher, och hans räddningsprocent var högst av samtliga VM-målvakter (96,83%). På grund av att finalen blev en stor förlust för Sverige med många mål insläppta (1-6) gick dock Finlands Petri Vehanen slutligen om Fasth i målvaktsligan. Fasth blev detta till trots dock utsedd till målvakt i mediernas All Star Team, bäste målvakt utsedd av direktoratet, samt mest värdefulle spelare (MVP) i hela VM.

## Statistik

### Grundsäsong
| Säsong  | Lag              | Liga        | GP | GPI | V | F | O | MIN  | GA | SO | GAA  | SVS%  |
| ------- | ---------------- | ----------- | -- | --- | - | - | - | ---- | -- | -- | ---- | ----- |
| 2007-08 | Växjö Lakers HC  | Allsvenskan | 42 | 30  |   |   |   | 1681 | 63 | 2  | 2,25 | 92,60 |
| 2008-09 | Växjö Lakers HC  | Allsvenskan | 11 | 9   |   |   |   | 553  | 28 | 1  | 3,04 | 92,09 |
| 2009-10 | Växjö Lakers HC  | Allsvenskan | 28 | 23  |   |   |   | 1311 | 47 | 4  | 2,15 | 93,04 |
| 2010-11 | AIK              | Elitserien  | 47 | 42  |   |   |   | 2473 | 93 | 2  | 2,26 | 92,45 |
| 2011-12 | AIK              | Elitserien  | 46 | 46  |   |   |   | 2683 | 95 | 5  | 2,12 | 93,14 |
| 2012-13 | Tingsryds AIF    | Allsvenskan | 12 | 12  |   |   |   | 677  | 19 | 1  | 1,68 | 94,20 |
| 2012-13 | Norfolk Admirals | AHL         | 3  | 3   |   |   |   | 183  | 6  | 0  | 1,96 | 91,40 |
| 2012-13 | Anaheim Ducks    | NHL         | 25 | 25  |   |   |   | 1428 | 52 | 4  | 2,18 | 92,10 |
| 2013-14 | Norfolk Admirals | AHL         | 5  | 5   |   |   |   | 275  | 11 | 0  | 2,40 | 92,20 |
| 2013-14 | Anaheim Ducks    | NHL         | 5  | 5   |   |   |   | 305  | 15 | 0  | 2,95 | 88,50 |
| 2013-14 | Edmonton Oilers  | NHL         | 7  | 7   |   |   |   | 396  | 18 | 0  | 2,73 | 91,40 |
| 2014-15 | Edmonton Oilers  | NHL         | 26 | 26  |   |   |   | 1336 | 76 | 0  | 3,41 | 88,80 |
| 2015-16 | CSKA Moskva      | KHL         |    |     |   |   |   |      |    |    |      |       |
| 2016-17 | CSKA Moskva      | KHL         |    |     |   |   |   |      |    |    |      |       |
| 2017-18 | Växjö Lakers HC  | SHL         |    |     |   |   |   |      |    |    |      |       |

### Kval
| Säsong  | Lag             | Liga       | GP | GPI | W | L | T | MIN | GA | SO | GAA  | SVS%  |
| ------- | --------------- | ---------- | -- | --- | - | - | - | --- | -- | -- | ---- | ----- |
| 2009–10 | Växjö Lakers HC | Kvalserien | 6  | 6   |   |   |   | 306 | 16 | 0  | 3,13 | 91,16 |

### SM-slutspel
| Säsong  | Lag | Liga       | GP | GPI | W | L | T | MIN | GA | SO | GAA  | SVS%  |
| ------- | --- | ---------- | -- | --- | - | - | - | --- | -- | -- | ---- | ----- |
| 2010–11 | AIK | Elitserien | 8  | 8   |   |   |   | 472 | 14 | 1  | 1,78 | 94,49 |
| 2011–12 | AIK | Elitserien | 12 | 12  |   |   |   | 752 | 35 | 1  | 2,79 | 92,09 |